# Beerenburg

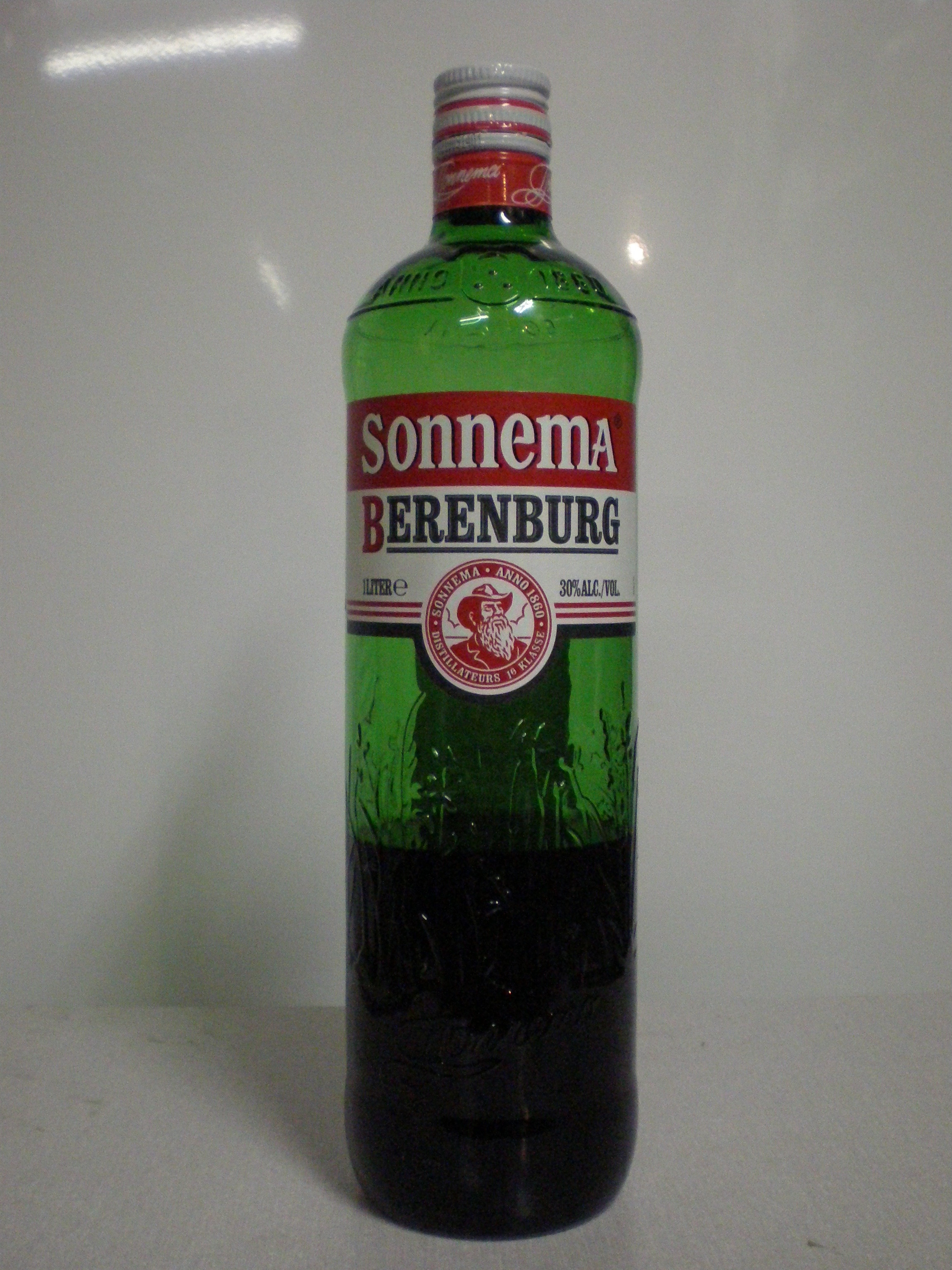
Sonnema Berenburg 30 Vol.%

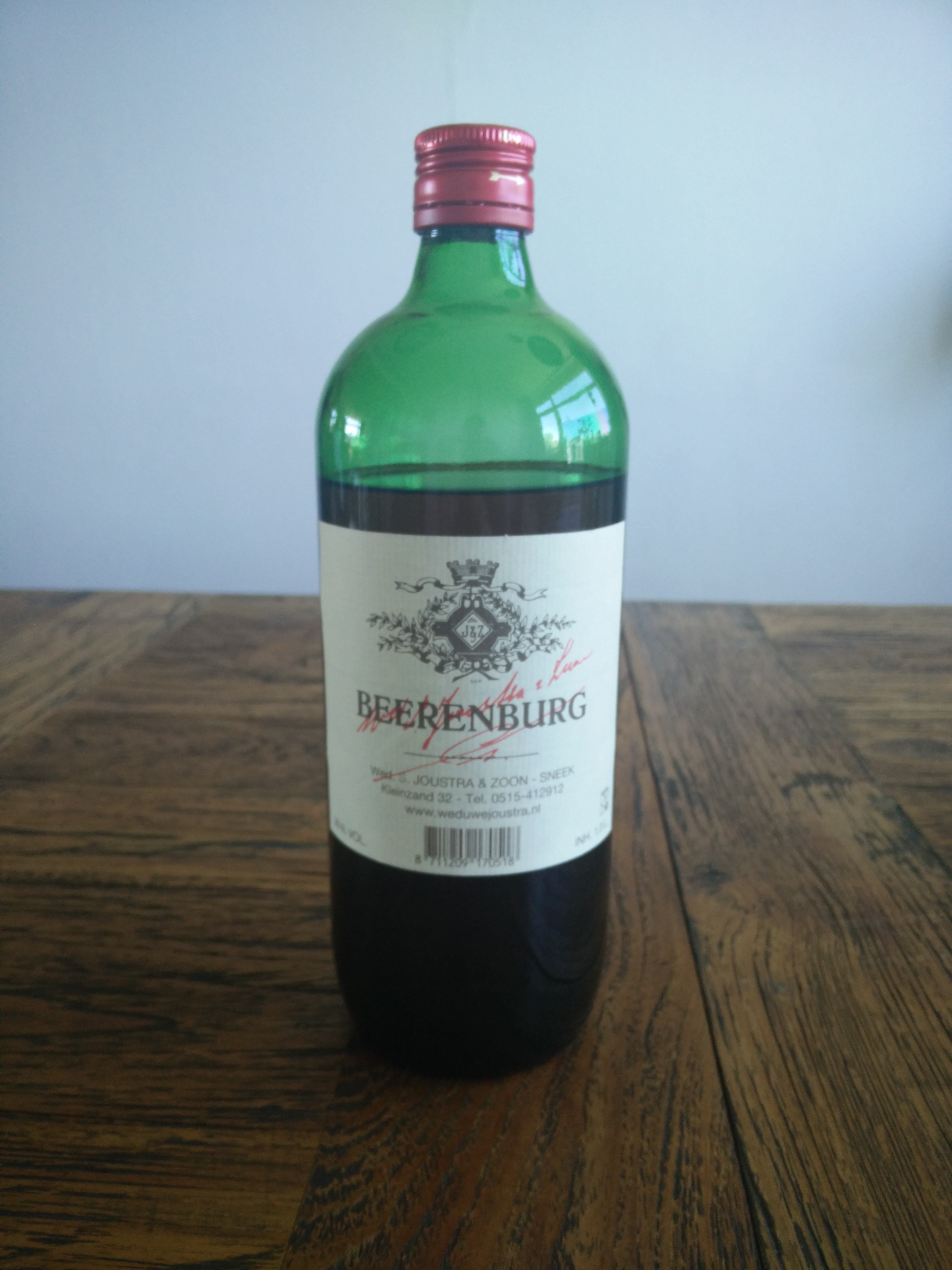
Weduwe Joustra Beerenburg 35 Vol.%

Beerenburg ist eine Kräuter-Spirituose auf Basis des Genever. Der Alkoholgehalt beträgt etwa 30 Vol.-%. Der Beerenburg wird heutzutage als eine westfriesische Spezialität betrachtet, obwohl der ursprüngliche Beerenburg ab der Mitte des 17. Jahrhunderts nach einem geheimen Rezept des Amsterdamer Kräuterkaufmannes Hendrik Beerenburg zubereitet wurde.
Die Namen Berenburg (mit einem e) und Beerenburger werden von einigen Marken mit einer abweichenden Rezeptur benutzt.